# Cylindromyiella bakeri
Cylindromyiella bakeri är en tvåvingeart som beskrevs av Malloch 1926. Cylindromyiella bakeri ingår i släktet Cylindromyiella och familjen parasitflugor. Inga underarter finns listade i Catalogue of Life.